# Pero cyclodaria
Pero cyclodaria là một loài bướm đêm trong họ Geometridae.